# Atentat u Zagrebu 23. listopada 2008.
Atentat u Zagrebu 23. listopada 2008., bio je atentat na Ivu Pukanića, glavnoga urednika tjednika Nacionala i Niku Franjića, direktora Nacionalova marketinga.

## Atentat
23. listopada 2008. godine, u 18,22 po lokalnom vremenu, u centru glavnoga hrvatskoga grada Zagreba izvršen je atentat na novinara Ivu Pukanića, glavnoga urednika Nacionala i Niku Franjića, direktora Nacionalova marketinga. Ubijeni su auto-bombom u ulici Staroj Vlaškoj, kod sjedišta Nacionala, dvije ulice istočno od Trga bana Jelačića. Mediji su atentat okarakterizirali kao teroristički čin.
Netom prije događaja Pukanić je s Nikom Franjićem, direktorom Nacionalova marketinga, ušao u svoj Lexus. Odmah zatim eksplodirala je bomba u kontejneru pokraj auta. Čim se pojavila na mjestu zločina, policija je blokirala promet oko Stare Vlaške i obližnjeg Langovog trga s namjerom sprječavanja ubojičinog bijega, no bez uspjeha.
Mogući sumnjivac bio je uočen netom nakon eksplozije. Policija je izvijestila da je bio u ranim tridesetim godinama, nosio šiltericu i da je bježao ne obazirući se na promet.
Za njihovo ubojstvo pravomoćno su odlukom Vrhovnoga suda 14. siječnja 2013. godine osuđeni Željko Milovanović (na 40 godina), Robert Matanić (na 35 godina), Bojan Gudurić (na 33 godine), Slobodan Đurović (na 25 godina) a još ranije Luka Matanić (na 16 godina) i Amir Mafalani (na 16 godina).

## Vanjske poveznice
45°48′48″N 15°58′57″E / 45.813457°N 15.982570°E